# Chiesa della Consolazione a Carbonara

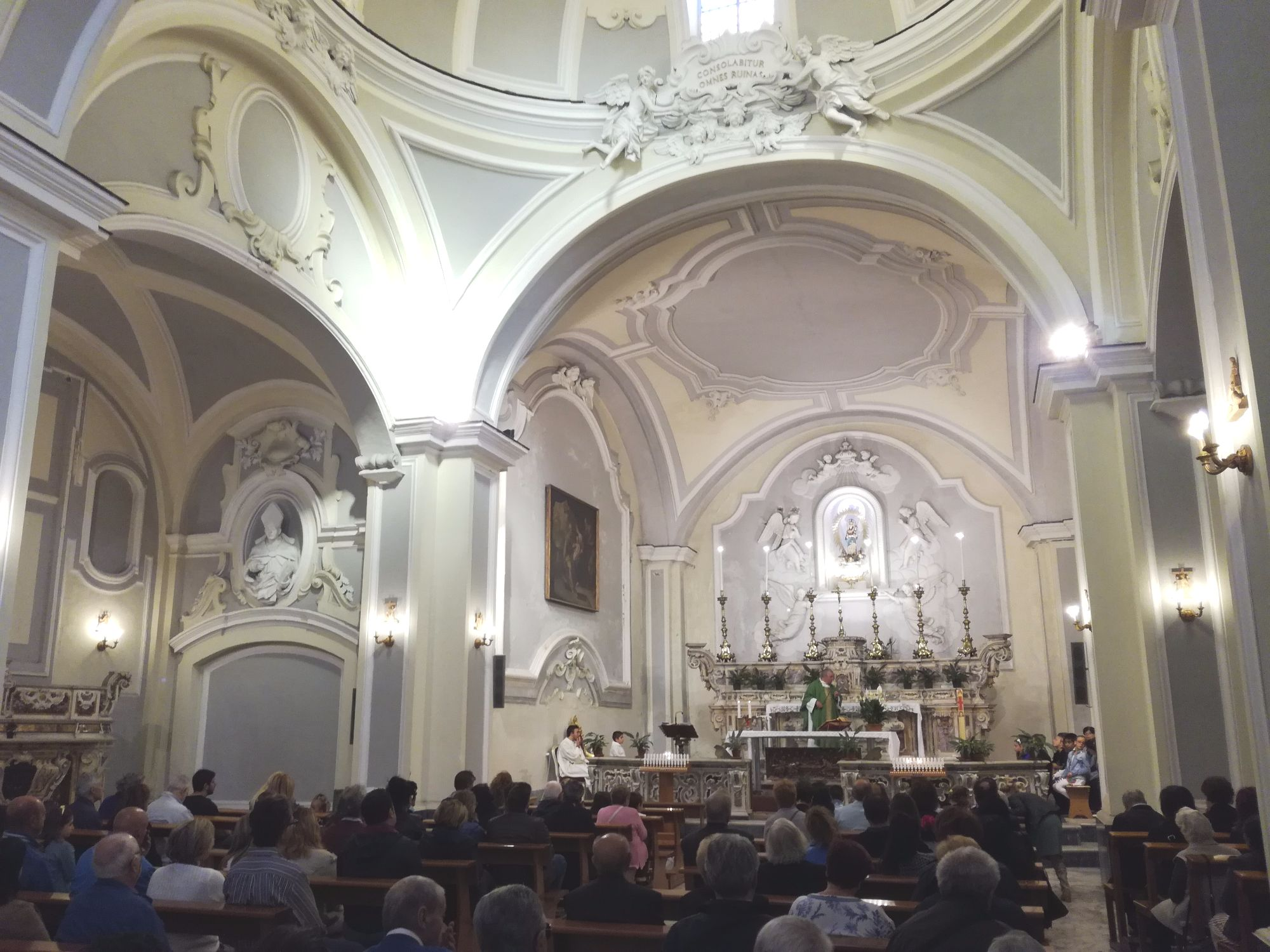
L'interno

La chiesa della Consolazione a Carbonara è una chiesa barocca di Napoli, ubicata sotto quella di San Giovanni a Carbonara.
Fondata nel 1620 dai Padri Agostiniani per accogliere un'immagine della Vergine ritrovata sotto uno strato d'intonaco nella bottega di un falegname, l'edificio sacro venne realizzato da Ferdinando Sanfelice, noto architetto del Settecento, mentre l'altare maggiore e la balaustra sono di Giuseppe Sammartino. Questi in origine erano posti nella chiesa di San Giovanni a Carbonara; nella cappella di fronte all'ingresso vi sono sculture di Annibale Caccavello.
L'interno, riccamente decorato in stucco, è composto da una navata con cappellette laterali e termina con un'abside rettangolare; la copertura è a botte, con una cupola ellittica a scodella.